# Alfredo Cristiani
Alfredo Félix Cristiani Burkard, född 22 november 1947 i San Salvador, var El Salvadors president från 1989 till 1994 för det högerinriktade ARENA-partiet.